# 아소정 (이바라키현)
아소정(麻生町)은 이바라키현 나메가타군에 존속했던 정이다.
2005년 9월 2일 기타우라정, 다마쓰쿠리정과 합병해 나메가타시가 되었다.

## 지리
현재의 나메가타시 남부에 위치한다.

## 역사
- 1889년 4월 1일 - 정촌제 시행과 함께 나메가타군 아소정이 성립하였다.
- 1955년 3월 31일 - 오타촌 야마토촌 오다카촌 나메카타촌과 합병해 새로운 아소정이 성립하였다.
- 2005년 9월 2일 - 기타우라정, 다마쓰쿠리정과 합병해 나메가타시가 되었다. 또한 아소정은 폐지되었다.

## 교통

### 철도
철도는 다니지 않으며 대신 제일 가까운 역은 가시마선 이타코역에 내려서 경유해야 했다.

### 도로
- 국도 제355호선